# Severnoe Tušino
Il quartiere Severnoe Tušino (in russo Район Северное Тушино?, Tušino settentrionale) è un quartiere di Mosca sito nel Distretto Nord-occidentale.
Insieme a Pokrovskoe-Strešnevo e Južnoe Tušino è uno dei tre quartieri in cui, successivamente alla riforma amministrativa del 1991, è stato suddiviso il territorio di Tušino, centro abitato incluso nel territorio di Mosca nell'agosto del 1960.